# Siergiej Szpigelglas
Siergiej Michajłowicz Szpigelglas (ros. Серге́й Миха́йлович Шпи́гельглас, ur. 17 kwietnia?/29 kwietnia 1897 w Mostach, zm. 12 lutego 1940 w miejscu egzekucji Kommunarka) – wysoki funkcjonariusz Czeka/GPU/ OGPU/ NKWD, m.in. szef wywiadu INO NKWD ZSRR.

## Życiorys
Urodził się w żydowskiej rodzinie księgowego. Przed I wojną światową, po ukończeniu szkoły realnej w Warszawie studiował na Uniwersytecie Moskiewskim. W 1917 roku zaciągnął się do armii rosyjskiej, służył w 42 pułku zapasowym.
Wkrótce po przewrocie bolszewickim (rewolucji październikowej) wstąpił do Czeka, służył jako funkcjonariusz Oddziału Specjalnego (OO) Czeka, zajmującym się m.in. kontrolą Armii Czerwonej. W następnych latach wykonywał specjalne zadania w wielu miastach, m.in. w Orszy i Mińsku. Dzięki znajomości takich języków jak francuski, niemiecki i polski wykonywał często zadania za granicą, m.in. w 1926 roku pracował w Mongolii, a następnie w Japonii i jako nielegał we Francji. W 1936 roku został mianowany zastępcą Abrama Słuckiego, komisarza bezpieczeństwa państwowego II rangi, ówczesnego szefa wywiadu – Zarządu VII Głównego Zarządu Bezpieczeństwa Państwowego (GUGB) (INO) NKWD, a w 1938 roku jego następcy, Zelmana Pasowa. W czasie sprawowania tej funkcji ponownie często wyjeżdżał za granicę, m.in. do Niemiec i ogarniętej wówczas wojną domową Hiszpanii.
Po skrytobójczym zabójstwie Słuckiego, do którego doszło 18 lutego 1938 w gabinecie Michaiła Frinowskiego, zastępcy Nikołaja Jeżowa, Szpigelglas stanął na czele VII Zarządu GUGB, czyli wywiadu (INO) jako pełniący obowiązki szefa INO. Równolegle wykładał w  Szkole Specjalnego Przeznaczenia, pierwszej szkole wywiadu NKWD utworzonej w 1938 roku. Czystki w NKWD dotknęły i jego, został aresztowany w czerwcu 1938 roku, oskarżony o szpiegostwo i powiązania z „wrogami ludu”, następnie stracony.
Zrehabilitowany w 1956 roku.